# Apisa arabica
Apisa arabica là một loài bướm đêm thuộc phân họ Arctiinae, họ Erebidae.